# Linwood Peak
Der Linwood Peak ist ein 668 m hoher und isolierter Berg im westantarktischen Marie-Byrd-Land. Auf dem Hershey Ridge in den Ford Ranges ragt er 22 km westlich des Mount Ronne auf.
Teilnehmer der United States Antarctic Service Expedition (1939–1941) entdeckten und kartierten ihn. Das Advisory Committee on Antarctic Names benannte ihn 1966 nach Linwood Thomas Miller (1893–1963), Segelmacher bei der zweiten Antarktisexpedition (1933–1935) des US-amerikanischen Polarforschers Richard Evelyn Byrd.